# いまおかゆう子
いまおか ゆう子（いまおか ゆうこ、1967年10月3日 - ）は、日本のフリーパーソナリティ。旧名義：谷口 祐子（たにぐち ゆうこ、谷口は旧姓）。広島県広島市出身。

## 人物
- 広島県を拠点にDJだけでなく、各種イベント、結婚披露宴の司会として活動している。
- ノートルダム清心中学校・高等学校卒、広島大学教育学部卒。
- サッカー経験があり、過去に青崎女子サッカークラブ所属。広島大学、日興證券ドリームレディースでマネージャー経験もある。
- 取得資格：教諭免許(小学校、中学校、高等学校、幼稚園、養護学校)、栄養士免許、ウェルネスデザイナー資格。
- 1997年4月より広島大学非常勤講師。
- 2000年3月よりサンフレッチェ広島の1･2年目の若手Jリーガー対象に話し方教室講師として活躍。そのため、通称「サンフレッチェの母」。
- 夫は元ボクサーでアジア大会などに出場経験もある今岡紀行。
- 2006年から波田健一・石橋竜史･松藤好典とともに、難病に立ち向かう子とその保護者をサンフレッチェのホームゲームに招待する「スマイルシート」を設立。年々選手も含め賛同する人間が増えている。

## 担当番組

### 現在
- なし

### 過去
- 進め!スポーツ元気丸（1993年4月 - 1999年3月）：リポーター、ディレクター
- HFM サタデーモーニング（1996年4月 - 1999年3月）：パーソナリティ
- サンフレッチェ・ラジオ・サポーターズクラブ “GOA～L”（1996年4月 - 2006年7月25日）：パーソナリティ
- 川島宏治の広島大百科（1999年10月 - 2000年6月）：リポーター
- HFM スポーツコミュニケーションチャンプ SPO☆COM（2000年4月 - 2001年3月）：パーソナリティ
- RCCときめきストリート（2000年7月 - 2001年9月）：リポーター
- ごじごじテレビ（2001年10月 - 2002年3月）：リポーター
- MUSIC MANIA スポーツ・インフォメーション（2000年4月 - 2002年3月）：キャスター

## 執筆
- 広島アスリートマガジンコラム「VITAMIN YOU」
- 広島アスリートマガジンコラム「ときめきジョカトーレ」
- サンフレッチェ広島オフィシャルサポートマガジン「紫熊倶楽部」コラム